# 魚市場通停留場
魚市場通停留場（うおいちばどおりていりゅうじょう）は、北海道函館市豊川町（往線）・大手町（復線）にある函館市企業局交通部（函館市電）本線
の停留場である。駅番号はDY19。

## 歴史
- 1913年（大正2年）10月30日 - 区役所前停留場として開業。
- 1922年（大正11年）8月1日 - 市役所前停留場と改称[2]。
- 1938年（昭和13年）以前 - 商工会議所前停留場と改称[2]。
- 1967年（昭和42年）7月1日 - 魚市場通停留場と改称[2]。
- 2006年（平成18年）12月26日 - 停留場の改築が完了し、供用開始。[3]
- 2007年（平成19年）1月24日 - ネーミングライツ制度により「魚市場通（函館信金本店前）」として供用開始。その後2017年に函館信用金庫本店から道南うみ街信用金庫函館中央営業部への店名変更に伴って[要出典]元の名称に戻された。

## 構造
- 2面2線の相対式ホーム。
- 電停が接する交差点は事故が多く、「電停の位置が事故を誘発している」との結果から2006年12月に電停の位置をそれぞれ反対の位置に移し、その際に函館駅前電停と同じ様式（2014年改築以前）の上屋付き・バリアフリー対応のホームに改修された[3]。
- 往線・復線ホームにそれぞれ設置された水銀灯は「命名権」を購入した函館信用金庫（当時）が寄贈したものである。

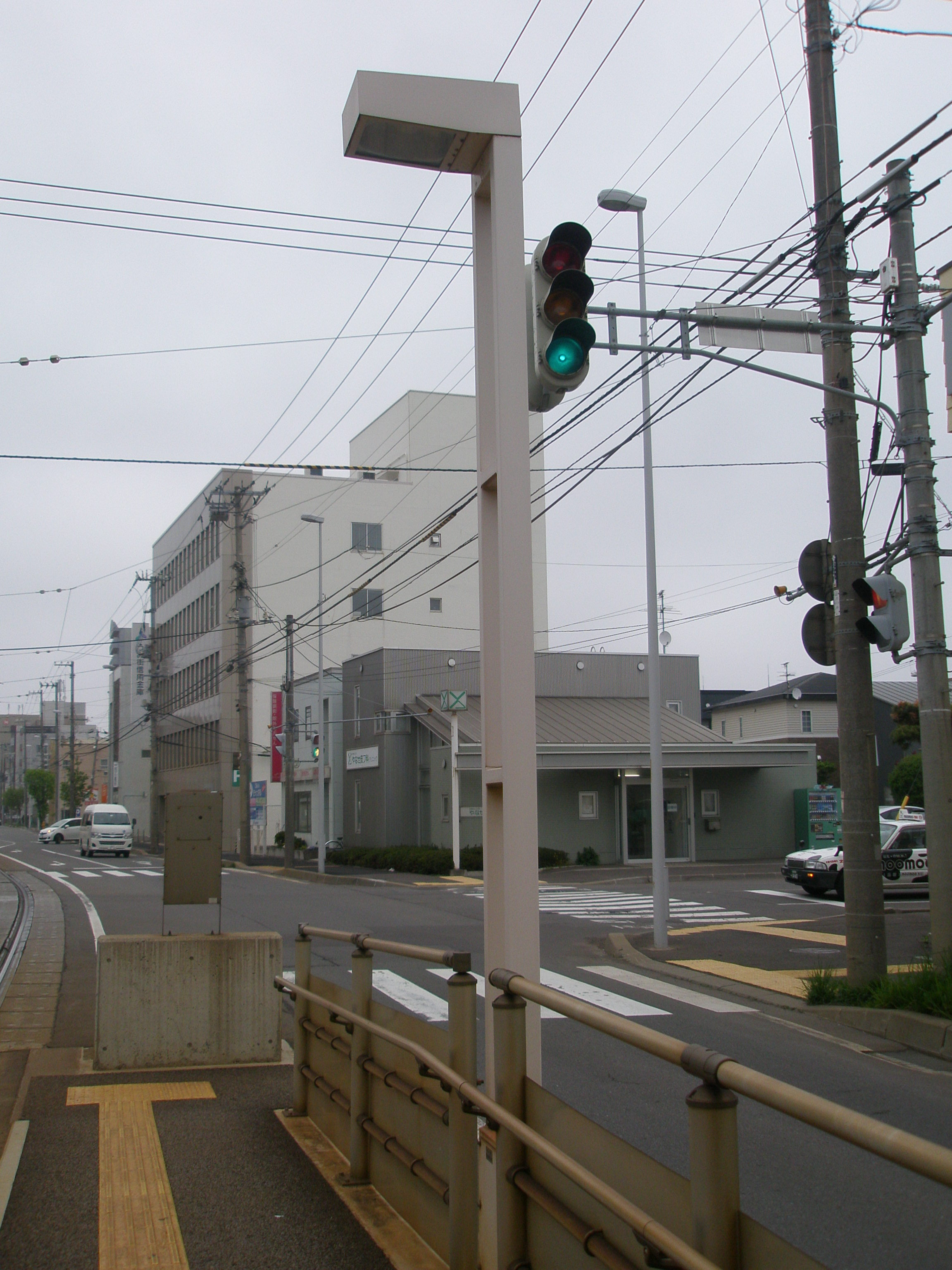
魚市場通停留場・往線側ホームに設置の水銀灯（2017年5月撮影）
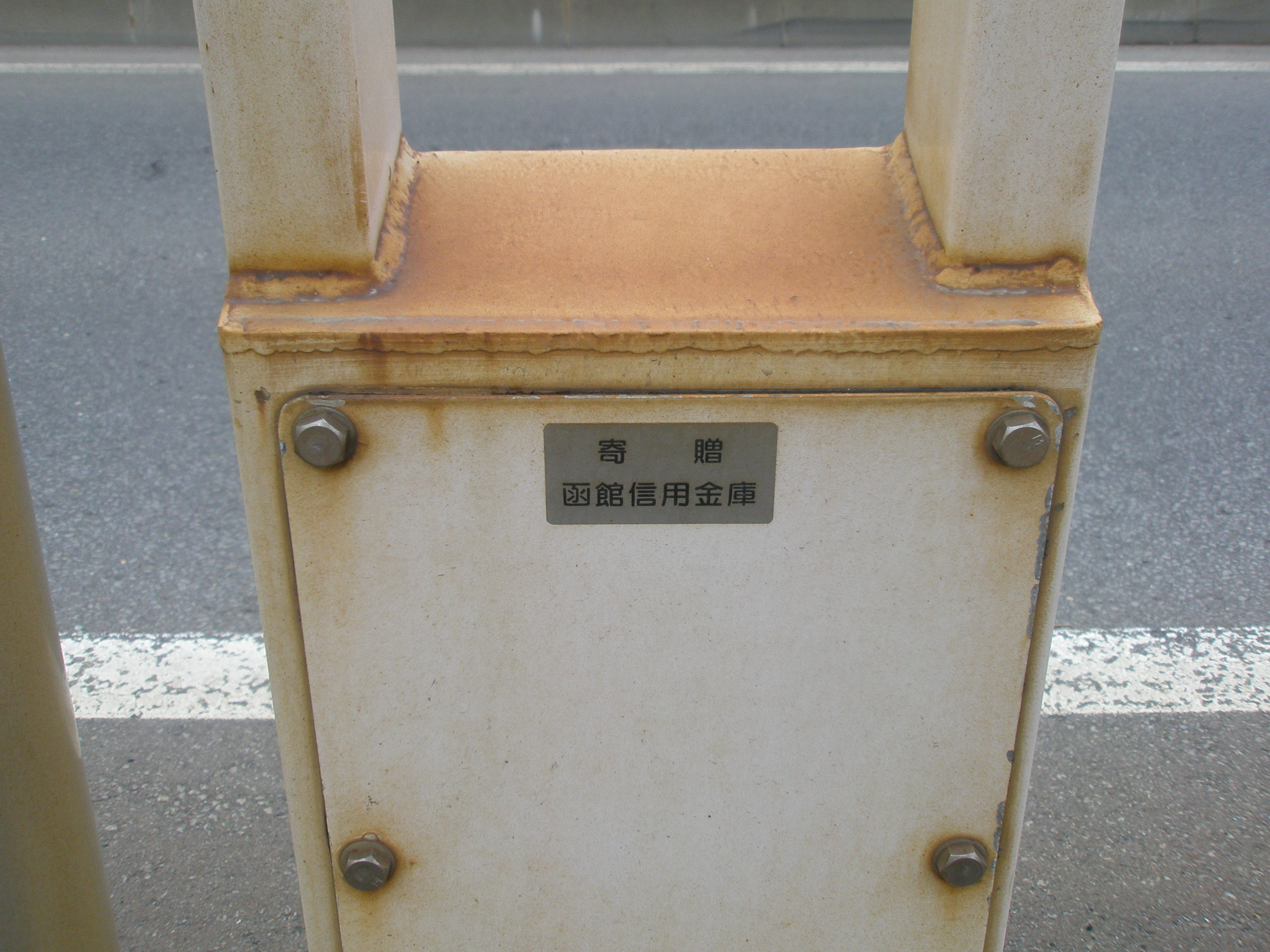
魚市場通停留場・往線側ホームに設置の水銀灯に取り付けられた銘板（2017年5月撮影）
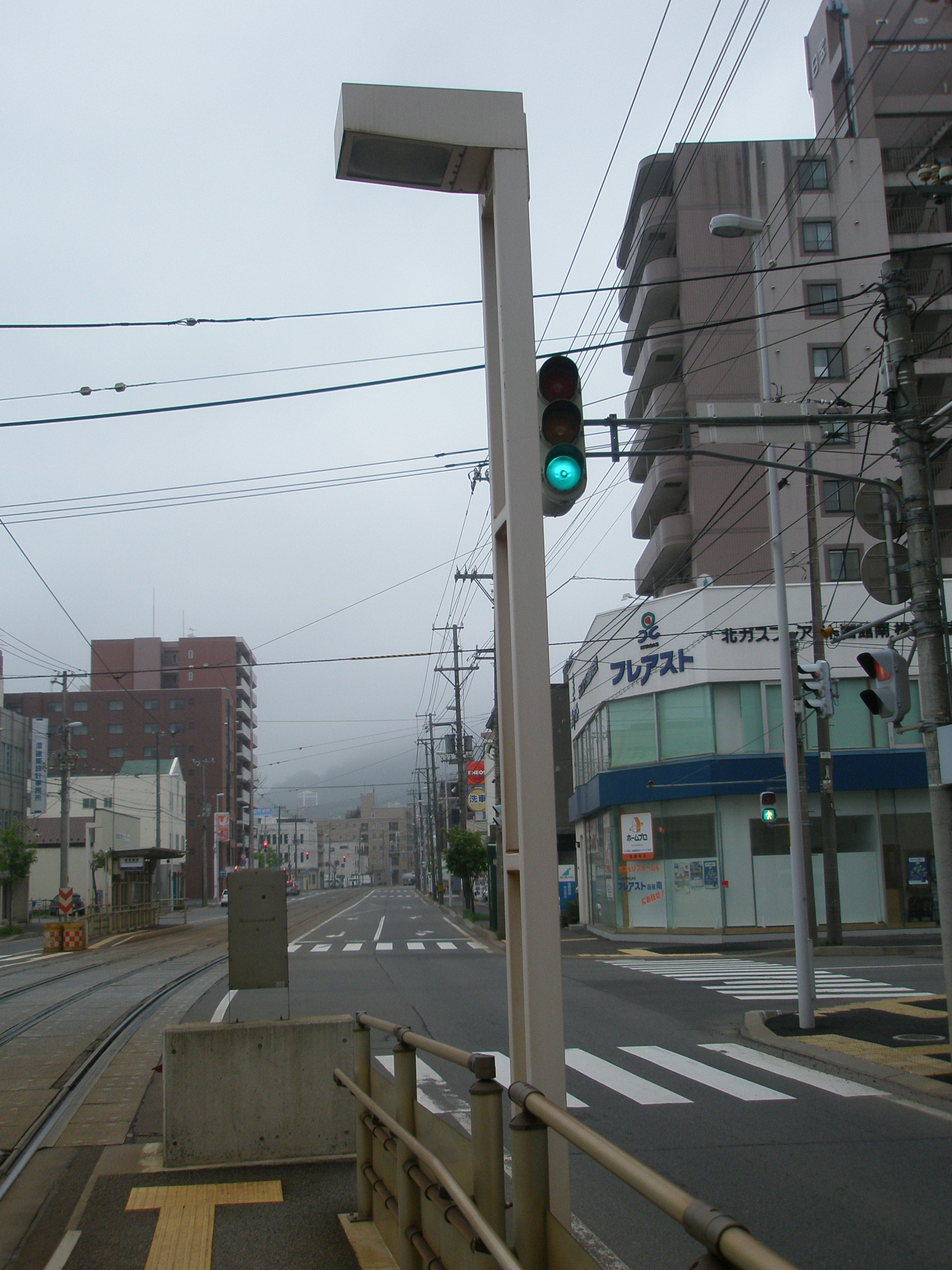
魚市場通停留場・復線側ホームに設置の水銀灯（2017年5月撮影）
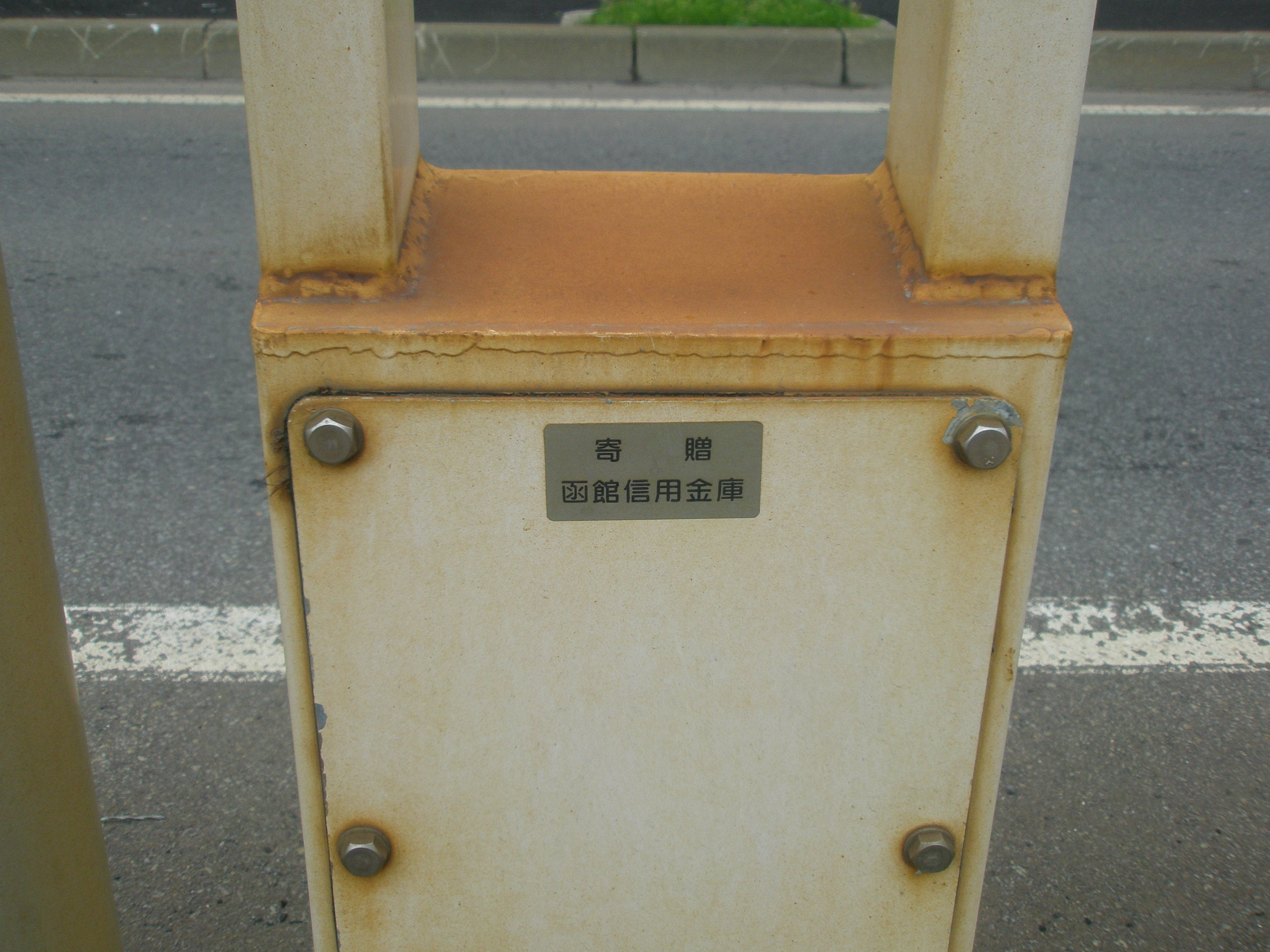
魚市場通停留場・復線側ホームに設置の水銀灯に取り付けられた銘板（2017年5月撮影）

## 周辺
- 国道279号
- 道南うみ街信用金庫函館中央営業部（旧：函館信用金庫本店）
- 函館市水産物地方卸売市場
- ラビスタ函館ベイ - 市電・バス乗車券の委託販売店を兼ねている[4]
- ホテルショコラ函館
- セブン-イレブン函館ベイエリア店 - 市電・バス乗車券の委託販売店を兼ねている[4]
- バス停留所
  - 函館バス「金融公庫前」[5]
  - 函館バス、函館タクシー（函館帝産バス）「函館国際ホテル」「ラビスタ函館ベイ前」[6][7]
  - 函館バス、北海道バス「はこだてビール前」[8]

## 隣の停留場
函館市企業局交通部
本線
市役所前停留場 (DY18) - 魚市場通停留場 (DY19) - 十字街停留場 (DY20)